# Zidane Taylan
Zidane Taylan (Goch, 26 november 2005) is een Duitse voetballer die als doelman speelt.

## Clubcarrière
Taylan speelde vanaf 2015 in de jeugdopleiding van VVV-Venlo en werd tijdens de voorbereiding op het seizoen 2024/25 als vierde doelman toegevoegd aan de selectie van het eerste elftal. In de loop van het seizoen passeerde hij Tim Schrick in de hiërarchie en na het vertrek van Jan de Boer in februari 2025 werd de 19-jarige Duitser zelfs tweede keus achter Delano van Crooij. Op 22 februari 2025 maakte Taylan zijn competitiedebuut namens de Venlose eerstedivisionist tijdens een met 1-3 verloren thuiswedstrijd tegen koploper FC Volendam, nadat Van Crooij in de 73e minuut met een blessure was uitgevallen.

### Profstatistieken
| 2024/25                                | VVV-Venlo       | Eerste divisie  | 1 | 0 | 0 | 0 | — | — | 1 | 0 |
| 2025/26                                | VVV-Venlo       | Eerste divisie  | 0 | 0 | 0 | 0 | — | — | 0 | 0 |
| Carrière totaal                        | Carrière totaal | Carrière totaal | 1 | 0 | 0 | 0 | 0 | 0 | 0 | 0 |
| Bijgewerkt tot en met 22 februari 2025 |                 |                 |   |   |   |   |   |   |   |   |

## Trivia
Zidane Taylan is vernoemd naar de Franse voetballegende Zinedine Zidane.